# Russisch Open 2013

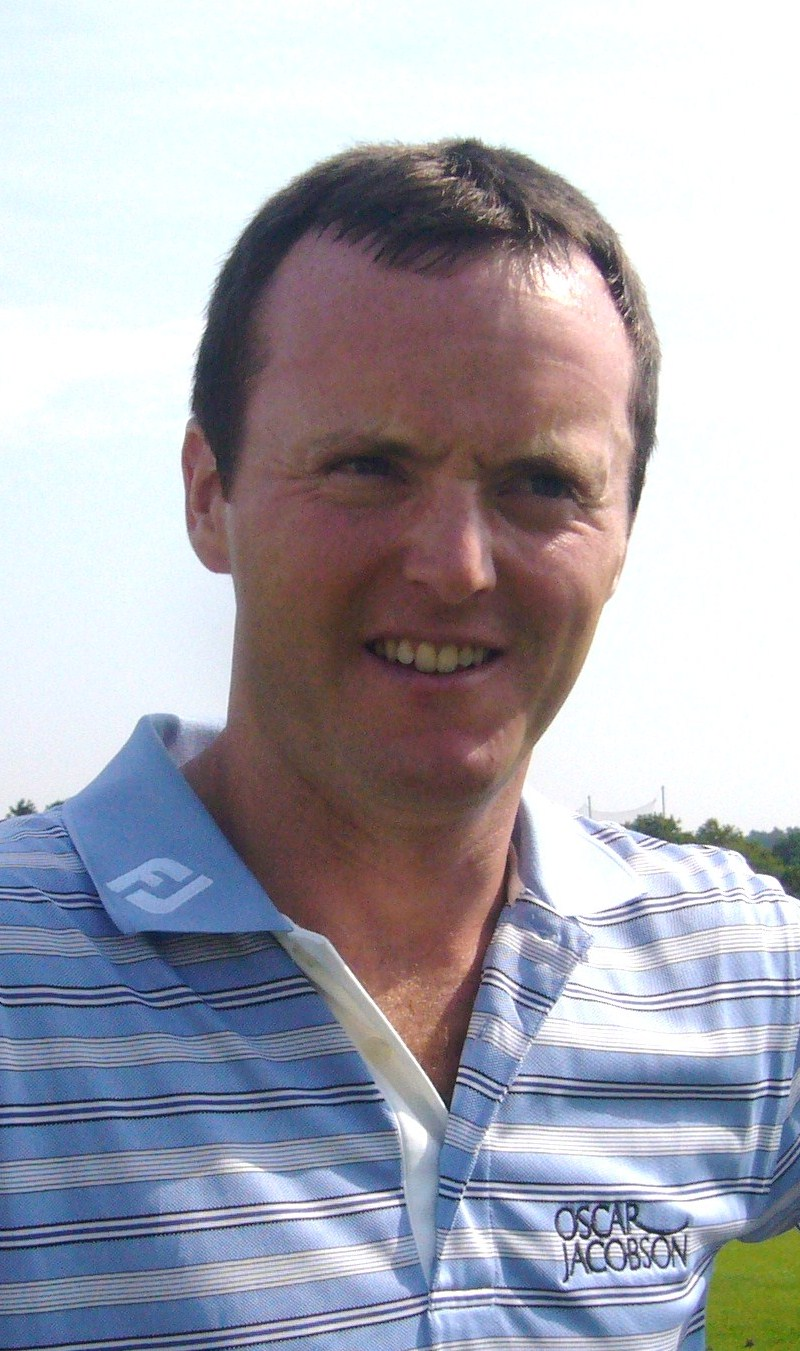
Michael Hoey, winnaar 2013

Het M2M Russisch Open is vanaf 2013 een toernooi van de Europese PGA Tour. Van 2010-2012 maakte het deel uit van de Europese Challenge Tour.
Het Russisch Open van 2013 wordt op de Tseleevo Golf & Polo Club gespeeld van 25-28 juli. Het prijzengeld is verhoogd tot € 1.000.000.

## Verslag
De par van de baan is 72.

### Ronde 1
Terwijl Nederland een hittegolf had, was het in Moscou net boven de 20 graden. Er kwamen 39 spelers binnen met een score onder par. Drie gingen aan de leiding met -5, Maarten Lafeber stond met -3 op de 9de plaats. Ondanks dat Jarmo Sandelin een hole-in-one maakte op hole 16 kwam zijn score niet lager dan 77.

### Ronde 2
Geen van de spelers slaagde erin bogeyvrij te spelen, maar Rikard Karlberg maakte zes birdies en ging aan de leiding. 
De cut werd +4. De 16-jarige Engelse amateur Jack Singh Brar speelde de beste dagronde en was na ronde 2 met -1 de beste amateur.

### Ronde 3
Het bleef stormachtig weer. Desondanks maakte Oscar Florén negen birdies. De positie van Wil Besseling veranderde niet veel na zijn ronde van -1, maar Michael Hoey stond na negen holes al -5 en hij eindigde op -6, zijn beste ronde van dit seizoen. Jack SIngh Brar, die voor ronde 2 de beste score binnenbracht, maakte nu de slechtste dagscore.

### Ronde 4
Grégory Havret en Wen-chong Liang maakten beiden een ronde van 66 en stegen samen naar de 5de plaats.  Michael Hoey won en steeg van nummer 303 naar nummer 180 van de wereldranglijst. Het is zijn 8ste overwinning sinds hij professional werd. Door deze overwinning heeft hij zich gekwalificeers voor de Volvo Golf Champions 2014.
- Score

| Naam             | Score R1 | Score R1 | Nr  | Score R2 | Score R2 | Totaal | Nr  | Score R3 | Score R3 | Totaal | Nr  | Score R4 | Score R4 | Totaal | Nr  |
| ---------------- | -------- | -------- | --- | -------- | -------- | ------ | --- | -------- | -------- | ------ | --- | -------- | -------- | ------ | --- |
| Michael Hoey     | 70       | -2       | T14 | 67       | -5       | -7     | T2  | 65       | -7       | -14    | 1   | 70       | -2       | -16    | 1   |
| Matthew Nixon    | 69       | -3       | T   | 70       | -2       | -5     | T7  | 68       | -4       | -9     | T2  | 69       | -3       | -12    | T2  |
| Alexandre Kaleka | 70       | -2       | T14 | 67       | -5       | -7     | T2  | 71       | -1       | -8     | T4  | 68       | -4       | -12    | T2  |
| Wen-chong Liang  | 67       | -5       | T1  | 70       | -2       | -7     | T2  | 75       | +3       | -4     | T16 | 66       | -6       | -10    | T5  |
| Simon Dyson      | 67       | -5       | T1  | 74       | +2       | -3     | T12 | 71       | -1       | -4     | T16 | 68       | -4       | -8     | 9   |
| Matthew Baldwin  | 68       | -4       | T4  | 69       | -3       | -7     | T2  | 73       | +1       | -6     | T9  | 72       | par      | -6     | T10 |
| Rikard Karlberg  | 67       | -5       | T1  | 68       | -4       | -9     | 1   | 72       | par      | -9     | T2  | 76       | +4       | -5     | T13 |
| Maarten Lafeber  | 69       | -3       | T9  | 73       | +1       | -2     | T19 | 71       | -1       | -3     | T22 | 72       | par      | -3     | T24 |
| Oscar Florén     | 76       | +4       | T71 | 69       | -3       | +1     | T44 | 66       | -6       | -5     | T12 | 74       | +2       | -3     | T24 |
| Jack Singh Brar  | 77       | +5       | T83 | 66       | -6       | -1     | T29 | 81       | +9       | +8     | T64 | 70       | -2       | +6     | T60 |

| Leider |  | Toernooirecord |  | MC = missed cut = cut gemist |  | DQ = disqualified |

## Spelers
| - Björn Åkesson - Matthew Baldwin - Oliver Bekker - Gaganjeet Bhullar - Richard Bland - Daniel Brooks - Michael Campbell - Jorge Campillo - Magnus A. Carlsson - S.S.P Chowrasia - Robert Coles - Carlos Del Moral - Matteo Delpodio - Robert Dinwiddie - Chris Doak - Jack Doherty - Simon Dyson - Jamie Elson - Peter Erofejeff - Richard Finch - Trevor Fisher Jr - Tommy Fleetwood - Nils Florén - Oscar Florén - Matt Ford - Alastair Forsyth - Mark Foster - Lorenzo Gagli - Daniel Gaunt - Jean-Baptiste Gonnet - Estanislao Goya - JB Hansen - Soren Hansen | - Andreas Hartø - Grégory Havret - Peter Hedblom - Scott Hend - Oskar Henningsson - Scott Henry - David Higgins - Michael Hoey - David Horsey - Lasse Jensen - Michael Jonzon - Alexandre Kaleka - Shiv Kapur - Rikard Karlberg - Maximilian Kieffer - James Kingston - Søren Kjeldsen - Espen Kofstad - Mikko Korhonen - Maarten Lafeber - Joakim Lagergren - Anirban Lahiri - Moritz Lampert - Craig Lee - Niklas Lemke - Alexander Levy - Tom Lewis - Wen-chong Liang - Sam Little - Chris Lloyd - Gary Lockerbie - Callum Macaulay - Morten Ørum Madsen | - Andrew Marshall - Richard McEvoy - Damien McGrane - Prom Meesawat - James Morrison - Matthew Nixon - Gary Orr - Chris Paisley - John Parry - Terry Pilkadaris - Phillip Price - Julien Quesne - Nicolo Ravano - Robert Rock - Gareth Shaw - Jeev Milkha Singh - Joel Sjöholm - Anthony Snobeck - Matthew Southgate - Roland Steiner - Carl Suneson - Alessandro Tadini - Mark Tullo - Peter Uihlein - Tjaart Van der Walt - Simon Wakefield - Justin Walters - Romain Wattel - Sean Whiffin - Martin Wiegele Voormalige winnaars - Mikael Lundberg (2005, 2008) | Invitaties - Pablo Martin Benavides - Alessio Bruschi - Luis Claverie - Alan Dunbar - Javier Colomo - Krister Eriksson - James Farraby - Jorge Fernandez-Valdes - Petr Gal - Sebi García - Pablo García Benavides - Peter Gustafsson - Wen-yi Huang - Miguel Martinez - Haydn Porteous - Jake Roos - Jarmo Sandelin Regionale Orders of Merit - Yevgeny Kafelnikov - Andrey Pavlov - Mark Nichols - Konstantin Lifanov Amateurs - Pavel Goryainov - Vasily Belov - Jack Singh Brar WAGR 416 - Rodolphe De Heer - Nikita Ponomarev - Vladimir Osipov - Alexander Kleszcz - Mikhail Morozov |